# Gérard Saint
Gérard Saint (Argentan, 11 juli 1935 - Le Mans, 16 maart 1960) was een Frans wielrenner.

## Carrière
Saint werd prof in 1956. In 1957 won hij de Ronde van Luxemburg en in 1958 de Boucles de l'Aulne. In 1959 reed hij zijn eerste Ronde van Frankrijk. Hij werd niet alleen negende in het eindklassement, hij behaalde ook de trui van de strijdlust, de tweede plaats in het puntenklassement en de derde plaats in het bergklassement. Tevens werd hij in twee etappes derde en eindigde hij in drie etappes als tweede.

## Overlijden
Op 16 maart 1960 verongelukte Saint op 24-jarige leeftijd nadat hij tegen een boom was gereden. Hij werd nog naar het ziekenhuis gebracht in Le Mans; echter mocht dat niet baten en overleed hij snel na aankomst.

## Resultaten in voornaamste wedstrijden
| Jaar | Ronde van Italië | Ronde van Frankrijk | Ronde van Spanje |
| ---- | ---------------- | ------------------- | ---------------- |
| 1956 |                  |                     |                  |
| 1957 |                  |                     |                  |
| 1958 |                  |                     |                  |
| 1959 |                  | 9e                  |                  |

| Jaar | Parijs-Roubaix | Luik-Bast.‑Luik | Ronde van Lombardije |
| ---- | -------------- | --------------- | -------------------- |
| 1956 | 72e            |                 |                      |
| 1957 | 56e            | 15e             |                      |
| 1958 | 25e            |                 | 69e                  |
| 1959 |                |                 | 21e                  |

R. Altig ·
W. Altig ·
Baptista ·
Barbosa ·
De Wagheneire ·
Elena ·
Enthoven ·
Everaert ·
Fourgeaud ·
Gaudrillet ·
Geldermans ·
de Haan ·
Hoffmann ·
Howling ·
Ignolin ·
Mahé ·
Mastrotto ·
Rivière ·
Robinson ·
Saint ·
Scodeller ·
Simpson ·
Somerling ·
Thiélin ·
Varnajo ·
de Waard ·
Wolfshohl
- Bibliothèque nationale de France: cb16192220p (data)
- International Standard Name Identifier: 0000 0004 5096 1651
- Virtual International Authority File: 316737477